# Бошани
Бошани (слч. Bošany) насељено је мјесто са административним статусом сеоске општине (слч. obec) у округу Партизанске, у Тренчинском крају, Словачка Република.

## Становништво
| Година:    | 1994. | 2004.   | 2014.   | 2024.   |
| ---------- | ----- | ------- | ------- | ------- |
| Број људи: | 4281  | 4298    | 4104    | 3989    |
| Разлика:   |       | +0,39 % | -4,51 % | -2,80 % |

| Година:    | 2023. | 2024.   |
| ---------- | ----- | ------- |
| Број људи: | 3985  | 3989    |
| Разлика:   |       | +0,10 % |

Према подацима о броју становника из 2011. године насеље је имало 4.146 становника.